# Saida Reyes Iruegas
Saida Reyes Iruegas (1970, Arcelia, Guerrero, México) es una maestra y política mexicana, que también fue diputada de la LXII Legislatura del Congreso del Estado de Guerrero en la bancada del Movimiento de Regeneración Nacional (Morena) hasta el año 2019.

## Biografía
Saida Reyes nació en 1970 en la ciudad de Arcelia, en la región de Tierra Caliente del Estado de Guerrero. Durante su adolescencia estudió la preparatoria en la ciudad de Saltillo, Coahuila, para después estudiar la licenciatura en trabajo social en la Universidad Autónoma de Coahuila durante los años 1987-1991. Cuenta también con una maestría en Administración Organizacional y Desarrollo Educativo, así como un doctorado en Ciencias de la Educación.

### Trayectoria profesional
Reyes Iruegas trabajó como trabajadora social en Centro de Cancerología del Estado de Guerrero de 1993 a 1997, posteriormente sería prefecta (1997-2002) y docente (2002-2018) en la Escuela Normal Regional de Tierra Caliente, en Guerrero.
También ha participado en el Movimiento Magisterial Calentano en labores de coordinación y activismo político a favor de los trabajadores de la educación guerrerenses durante el año 2016.

## Carrera política

### Mandato de diputada
En el año 2018, Saida Reyes ingresa a la lista de candidatos a una diputación plurinominal a través de Morena en el Estado de Guerrero. Después de las Elecciones federales de México de 2018, el 28 de agosto del mismo año Saida Reyes recibe la constancia como diputada plurinominal para el Congreso del Estado de Guerrero.